# St. Nikolaus (Obergünzburg)

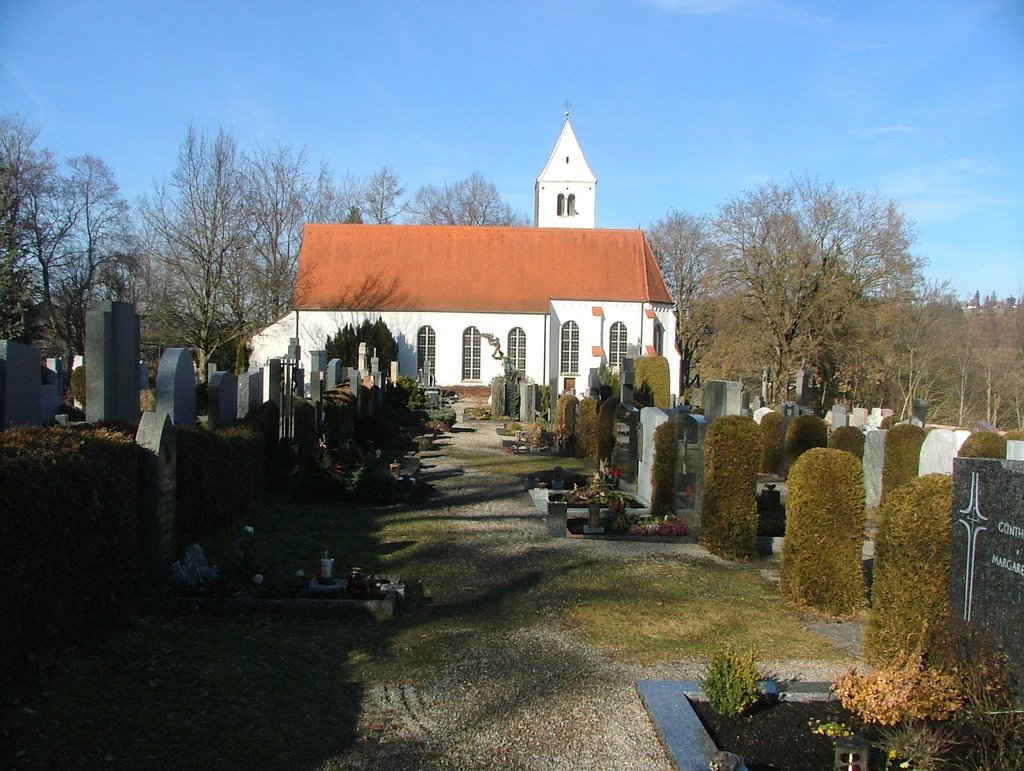
St. Nikolaus in Obergünzburg

Die römisch-katholische Filialkirche St. Nikolaus steht in Obergünzburg, einem Markt im schwäbischen Landkreis Ostallgäu in Bayern. Das denkmalgeschützte Bauwerk ist in der Liste der Baudenkmäler in Obergünzburg unter der Nr. D-7-77-154-23 eingetragen. Sie war die Pfarrkirche und im 18. Jahrhundert eine Wallfahrtskirche zu einem Gnadenbild.

## Beschreibung
Die spätgotische Saalkirche wurde in der 2. Hälfte des 15. Jahrhunderts erbaut und um 1600 umgebaut. Sie besteht aus einem Langhaus, einem eingezogenen, von Strebepfeilern gestützten Chor mit Fünfachtelschluss im Osten und einem Chorflankenturm an der Nordwand des Chors. Der Innenraum des Chors ist mit einem Stichkappengewölbe überspannt. An der Schmalseite im Innern des Langhauses befindet sich eine Gedenktafel mit einer gemalten Kreuzigungsgruppe. Daneben hängt ein Marienbildnis als Andachtsbild, das Ziel der Wallfahrt. Die ehemaligen Altarretabel von 1873/74 mit der Darstellung der Auferstehung Jesu Christi, des Nikolaus von Myra und des Marienbildnisses stammen von Johannes Kaspar.